# Mawsonia
Mawsonia è un genere di pesci estinti di grandi dimensioni imparentati con i moderni celacanti. Vissero durante il Cretaceo superiore, circa 110-95 milioni di anni fa (Albiano-Cenomaniano). I fossili furono ritrovati nel Tegana e nella Formazioni Aoufous del Marocco, nella formazione continentale Intercalaire in Algeria e Tunisia e nella Formazione Ain el Guettar della Tunisia, Africa, e il Gruppo Bahia e Alcântara e Missão Velha, formazioni del Brasile, Sud America. Il primo paleontologo a descrivere il Mawsonia fu il paleontologo inglese Arthur Smith Woodward, nel 1907.

## Descrizione

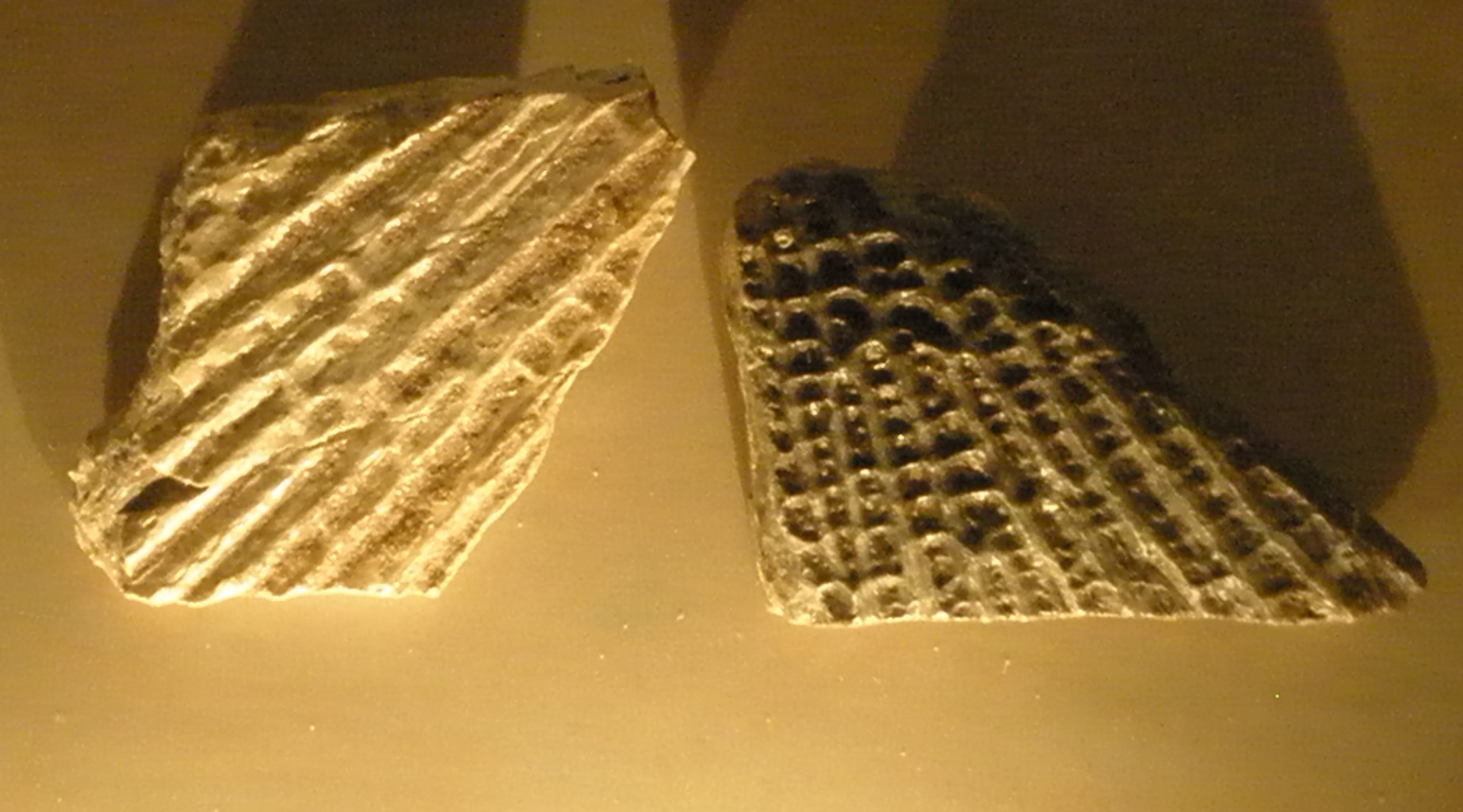
Piastre branchiali di Mawsonia

I Mawsonia era una grande celacanto, le cui specie più grandi potevano raggiungere una lunghezza di circa 4-6 metri, praticamente le dimensioni di un rinoceronte. Come i celacanti moderni, probabilmente il Mawsonia nuotava lentamente in prossimità dei fondali fluviali, in cerca di pesci più piccoli e cefalopodi, muovendo le pinne con un moto sincronizzato simile a una camminata nell'acqua. Le sue pinne carnose erano infatti sostenute da uno scheletro molto simile a quello degli arti dei tetrapodi, i vertebrati di terraferma. Come negli altri celacanti, un particolare snodo nel cranio permetteva alla mascella superiore di Mawsoniadi ruotare verso l'alto, aumentando di gran lunga l'apertura della bocca. Pur essendo tra i più grandi pesci d'acqua dolce mai esistiti, anche un Mawsonia adulto era una possibile preda, poiché condivideva gli stessi ambienti abitati da grandi coccodrilli e dal teropode Spinosaurus.